# Показання (медицина)
У медицині показання — це вагома причина для використання певного діагностичного тесту, ліків, процедури або хірургічного втручання. Може бути кілька показань для використання процедури або ліків. Термін «показання» часто плутають з терміном «діагноз». Діагноз — це оцінка наявності певного захворювання, тоді як показання є підставою для втручання. Протилежністю показання є протипоказання, — причина для відмови від певного медичного лікування, оскільки ризики шкоди від нього явно переважають користь.
У Сполучених Штатах показання до застосування рецептурних препаратів затверджуються Управлінням з продовольства і медикаментів США (FDA). Показання до застосування наведено в розділі «Показання та застосування» інструкції. Основна роль цього розділу інструкції полягає в тому, щоб допомогти медичним працівникам легко визначити відповідні методи лікування для пацієнтів, чітко повідомляючи про затверджені показання до застосування препарату.
У розділі «Показання та застосування» зазначається захворювання або стан, або їх прояв чи симптоми, для яких схвалено препарат, а також чи показаний препарат для лікування, профілактики, пом'якшення, зцілення, полегшення або діагностики цього захворювання або стану. Крім того, розділ «Показання та застосування» має містити затверджені вікові групи, а також іншу інформацію, необхідну для опису належного застосування (наприклад, визначення зазначених підгруп пацієнтів/захворювань, зазначення необхідності додаткової терапії).

## Ліки
У більшості країн та юрисдикцій є ліцензуючий орган, обов'язком якого є визначення того, чи схвалювати препарат для конкретного показання, виходячи з відносної безпеки препарату та його ефективності для конкретного застосування. У Сполучених Штатах показання до застосування ліків регулюються FDA та вказані у вкладиші до упаковки під фразою «Показання та застосування». Європейське агентство з лікарських засобів (EMA) несе цю відповідальність за централізовано дозволені препарати в Європейському Союзі.
Реєстрацію і дозвіл на продаж лікарських засобів в Україні видає Державна служба України з лікарських засобів та контролю за наркотиками (Держлікслужба).

### Показання за інструкцією (label indications)
Показання «за інструкцією», означає, що вони були схвалені офіційним органом. Це означає, що використання даного лікарського засобу є клінічно значущими для цього показання, і виробникам дозволено продавати свій препарат за цим показанням. Препарат може мати більше одного показання, що означає, що його можна використовувати для лікування кількох захворювань. Оскільки докази та консенсус щодо використання ліків з часом зростають і зміцнюються, його клас показань покращується. Лікарські засоби (та інші методи лікування), яким надають перевагу, також називаються препаратами «першої лінії» або «основними», тоді як інші називаються препаратами «другої лінії», «третьої лінії» тощо. Препарат може бути показаний як «допоміжний» або «ад'ювантний», на додаток до препарату першої лінії.

### Показання поза інструкцією (off-label):
Показання «поза інструкцією» — це показання, що не були схвалені офіційним органом. Лікарські засоби часто мають клінічну значущість у деяких ситуаціях, але не пройшли ретельних випробувань, необхідних регуляторному органу для отримання офіційних маркованих показань. Фармацевтичні компанії не можуть надавати жодної офіційної інформації (наприклад, в інструкції) про офіційно не затверджені показання.

### Схвалення
Метою додавання схвалений показань у Сполучених Штатах є забезпечення того, щоб медичні працівники могли легко визначити доцільне використання медикаментозної терапії. Отримання схвалення ґрунтується на сукупності наукових доказів, що підтверджують ефективність медикаментозного лікування. Наукові докази збираються на перших 3 етапах процесу розробки ліків: відкриття та розробка, доклінічні дослідження (тестування безпеки) та клінічні дослідження (тестування ефективності). Після належного завершення всіх фаз досліджень та розробок фармацевтичними компаніями вони надсилають заявку на новий лікарський засіб (NDA) або заявку на біологічний препарат (BLA) для затвердження до Центру оцінки та досліджень лікарських засобів (CDER) FDA, а запропоновані наукові докази оцінюються командою лікарів, статистиків, хіміків, фармакологів та інших вчених. По суті, якщо буде встановлено, що існують вагомі докази того, що переваги лікування переважають ризики, запропоноване маркування в інструкції є доречним, а процес виробництва є безпечним та адекватним, тоді лікарський засіб схвалюється для виводу на ринок за цим показанням. Навіть після схвалення, FDA CDER продовжує відслідковувати безпеку та ефективність лікарського засобу (постмаркетинговий нагляд) через систему MedWatch та Систему звітності про несприятливі реакції FDA (FAERS).
В Україні постмаркетинговим наглядом за лікарськими засобами займається Державна служба України з лікарських засобів та контролю за наркотиками (Держлікслужба). Цей орган здійснює моніторинг якості, безпеки та ефективності лікарських засобів після їх реєстрації та введення в обіг, організовує збір і аналіз інформації про побічні реакції, проводить перевірки аптек, закладів охорони здоров'я та реагує на скарги споживачів.
У перспективі, відповідно до реформи фармацевтичного сектору, ці функції має перебрати новий незалежний орган — Українська медична агенція, однак наразі основним регулятором залишається саме Держлікслужба.

### Вплив на ціноутворення
Показання можуть впливати на ціноутворення на ліки через ціноутворення на основі цінності, також відоме як ціноутворення на основі конкретних показань або ціноутворення на основі цінності показань. Оскільки ліки можуть використовуватися за різними показаннями, така форма ціноутворення встановлюватиме різні ціни для кожного показання залежно від цінності препарату для лікування того, для чого він використовується. Таку схему ціноутворення часто обговорюють стосовно онкологічних препаратів, які є дорогими. Онкологічні препарати можуть використовуватися для лікування різних видів раку, тому, застосовуючи ціноутворення за показаннями, ціна на препарат буде визначатися на основі його ефективності в лікуванні кожного виду раку. Якщо препарат ефективніший для лікування раку А, ніж раку Б, то пацієнт, який приймає препарат для лікування раку А, заплатить більше, ніж людина, яка використовує його для лікування раку Б, оскільки отримує від нього більше користі.
В таких країнах, як Італія, подібні форми ціноутворення вже використовуються. Наприклад, «Програма цінності онкологічної допомоги» від Express Scripts використовує ціноутворення на основі показань для певних онкологічних препаратів і була запущена у 2016 році. З іншого боку, Італія використовує модель, подібну до ціноутворення на основі показань, де сума, яку лікарня платить за певні препарати, залежить від того, для чого вони використовуються. Пацієнти можуть отримати відшкодування за лікування залежно від їхньої реакції, і їх кошти можуть бути повністю або частково відшкодовані.
Систему відшкодування в Італії керує AIFA, Італійське агентство з лікарських засобів, яке є національним органом, що регулює ліки в Італії.
На відміну від цього, Німеччина та Франція використовують середньозважену ціну — систему ціноутворення, яка розраховує єдину ціну на основі середнього обсягу та вартості всіх затверджених показань. Використання середньозваженого ціноутворення ефективно знижує прейскурантні ціни на препарати від раку, оскільки затверджуються нові показання.
Англія, Шотландія та Канада використовують іншу форму непрямого ціноутворення на основі показань: диференційовані знижки на ціни одного прейскуранта для кожного показання. Крім того, було показано, що європейські країни обмежують покриття додаткових низькоцінних показань, використовуючи клінічні обмеження покриття або фінансові обмеження покриття, такі як угоди про керований вхід.

### Включення показань до етикеток рецептурних ліків
Були деякі міркування щодо включення показання до маркування рецептурних препаратів як підходу до покращення розуміння пацієнтами ліків, які вони приймають. Ця інформація може допомогти медичним працівникам зменшити кількість помилок при лікуванні препаратами, які можуть однаково виглядати та називатись. Знання показань до застосування препарату також може допомогти лікарям визначити, чи є доза препарату адекватною, і це може значно покращити безпеку та ефективність препарату.
Однак, все ще існують деякі проблеми із включенням показань до застосування на етикетки рецептурних препаратів. Розкриття показань до застосування на етикетках рецептурних препаратів може порушити конфіденційність пацієнта, оскільки етикетка розкриє приватну інформацію. Деякі ліки також можна використовувати для лікування кількох захворювань, і для однієї хвороби може бути призначено кілька препаратів для її профілактики або лікування, тому додавання відповідної інформації на етикетки рецептів у цих випадках може спричинити певну плутанину та може не відповідати етикетці.

## Медичні аналізи
Кожен діагностичний тест має свої показання та протипоказання, але спрощено кажучи, наскільки тест показаний для конкретної людини, значною мірою залежить від його чистої користі для неї, яка значною мірою залежить від абсолютної різниці між ймовірністю виникнення станів (таких як захворювання) до та після тесту, які очікується від тесту. Додаткові фактори, що впливають на рішення про проведення медичного обстеження, включають: вартість обстеження, час, витрачений на його проведення, або інші практичні чи адміністративні аспекти. Можливі переваги діагностичного тесту також можна зважити з урахуванням витрат на непотрібні тести та, як наслідок, непотрібне подальше спостереження, а можливо, навіть непотрібне лікування випадкових знахідок.